# Saison 2017 de l'équipe cycliste Aqua Blue Sport
La saison 2017 de l'équipe cycliste Aqua Blue Sport est la première de cette équipe.

## Préparation de la saison 2017

### Sponsors et financement de l'équipe
L'équipe est créée et financée par Rick Delaney, homme d'affaires irlandais installé à Monaco. Celui-ci annonce apporter les fonds nécessaires pour quatre ans au moins, et espérer qu'au-delà ce délai les activités de commerce en ligne du site internet de l'équipe permettront de la financer. Aqua Blue Sport n'est donc pas le nom d'un sponsor, mais celui de l'équipe.
Ridley Bikes est le fournisseur de cycles de l'équipe. Les coureurs utilisent en course les modèles Noah SL, Helium SLX et Dean Fas. Ces vélos sont équipés par Shimano. Les autres fournisseurs sont Fizik (selles), Look (pédales) et SRM (capteurs de puissance).
Le maillot de l'équipe est produit par Vermarc Sport. Il est bleu marine, et orné d'un chevron or à l'avant et à l'arrière. Celui-ci rappelle, selon l'équipe, son nom, son ambition, et les sommets gravis. Un trèfle, également de couleur or, symbolise l'origine irlandaise de l'équipe.

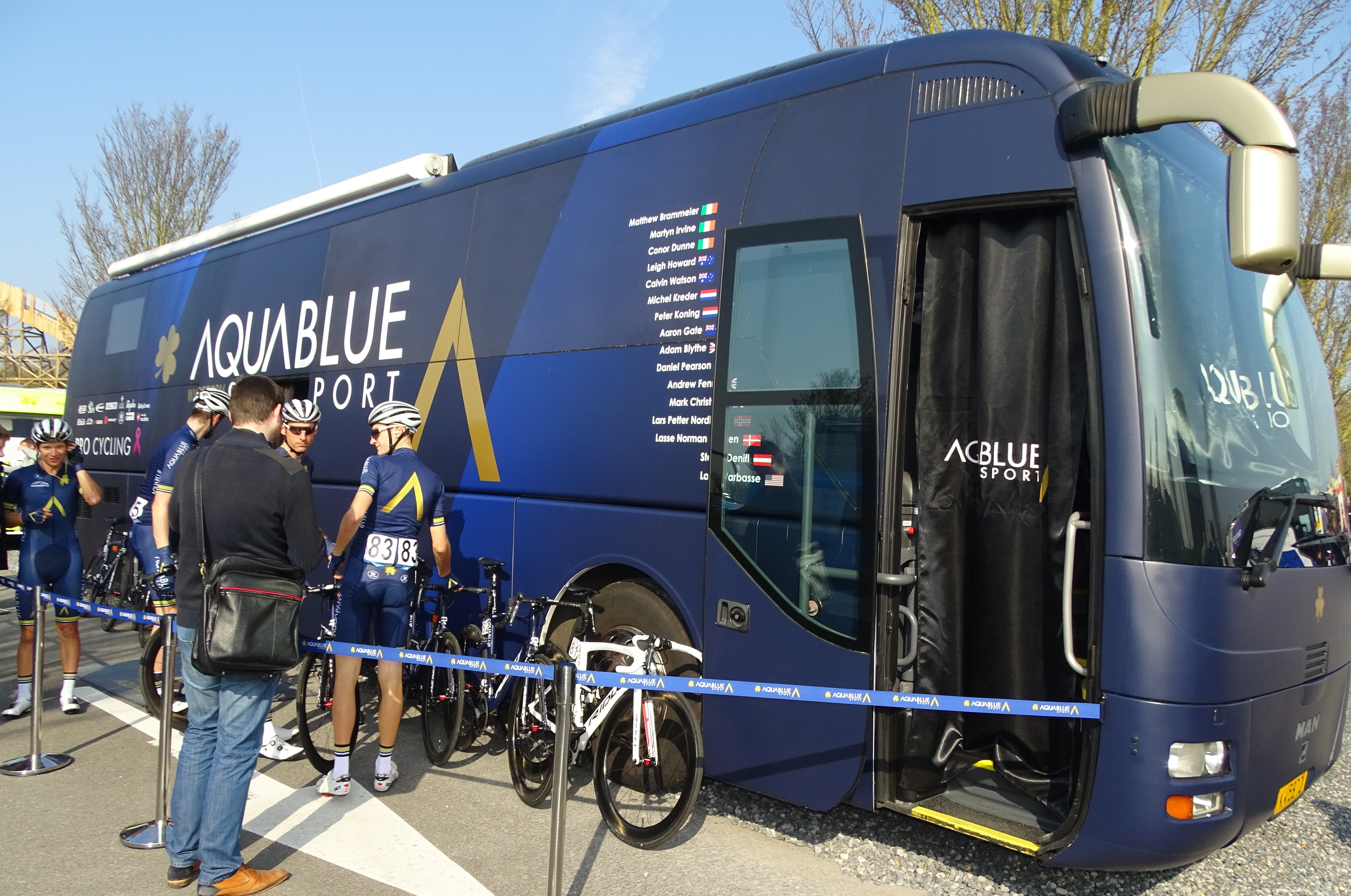
Bus de l'équipe lors des Trois Jours de La Panne.

### Arrivées et départs
Cette saison étant la première de l'équipe Aqua Blue Sport, les coureurs sont, en conséquence, tous nouveaux.

### Objectifs
Pour sa première saison, ayant une licence d'équipe continentale professionnelle, l'équipe Aqua Blue Sport espère obtenir des invitations pour l'Amstel Gold Race, Milan-San Remo, le Tour de Grande-Bretagne, le Tour du Yorkshire, l'Eneco Tour. Elle n'attend pas d'invitation pour les grands tours cette année, mais a l'ambition d'y participer à l'avenir, voire de postuler au World Tour.

## Déroulement de la saison
L'équipe Aqua Blue Sport fait ses débuts en Australie, en janvier, avec la Cadel Evans Great Ocean Road Race. Elle y aligne notamment Leigh Howard, deuxième de cette course en 2016, ainsi que Calvin Watson, Aaron Gate, Larry Warbasse, Conor Dunne, Peter Koning et Michel Kreder. Les mêmes coureurs disputent ensuite le Herald Sun Tour.

## Coureurs et encadrement technique

### Effectif
| Effectif 2017                              | Effectif 2017     | Effectif 2017    | Effectif 2017                      |
| Cycliste                                   | Date de naissance | Pays             | Équipe précédente                  |
| ------------------------------------------ | ----------------- | ---------------- | ---------------------------------- |
| Adam Blythe                                | 1 octobre 1989    | Royaume-Uni      | Tinkoff (2016)                     |
| Matthew Brammeier                          | 7 juin 1985       | Irlande          | Dimension Data (2016)              |
| Mark Christian                             | 20 novembre 1990  | Royaume-Uni      | Team Wiggins (2016)                |
| Stefan Denifl                              | 22 septembre 1987 | Autriche         | IAM Cycling (2016)                 |
| Conor Dunne                                | 22 janvier 1992   | Irlande          | JLT Condor (2016)                  |
| Andrew Fenn                                | 1 juillet 1990    | Royaume-Uni      | Team Sky (2016)                    |
| Aaron Gate                                 | 26 novembre 1990  | Nouvelle-Zélande | An Post-ChainReaction (2016)       |
| Lasse Norman Leth                          | 11 février 1992   | Danemark         | Stölting Service Group (2016)      |
| Leigh Howard                               | 18 octobre 1989   | Australie        | IAM Cycling (2016)                 |
| Martyn Irvine                              | 6 juin 1985       | Irlande          | Madison Genesis (2015)             |
| Peter Koning                               | 3 décembre 1990   | Pays-Bas         | Drapac Professional Cycling (2016) |
| Michel Kreder                              | 15 août 1987      | Pays-Bas         | Roompot-Oranje Peloton (2016)      |
| Lars Petter Nordhaug                       | 14 mai 1984       | Norvège          | Team Sky (2016)                    |
| Daniel Pearson                             | 26 février 1994   | Royaume-Uni      | Team Wiggins (2016)                |
| Lawrence Warbasse                          | 28 juin 1990      | États-Unis       | IAM Cycling (2016)                 |
| Calvin Watson                              | 6 janvier 1993    | Australie        | An Post-ChainReaction (2016)       |
|                                            |                   |                  |                                    |
| Sources : ProCyclingStats Cycling Quotient |                   |                  |                                    |

### Encadrement
Stephen Moore est le manager général de l'équipe. Nicki Sørensen et Tim Barry en sont les directeurs sportifs, et Bryan Leigh et Stephen Barrett les entraineurs.

## Bilan de la saison

### Victoires
| Date       | Course                                         | Pays       | Classe | Vainqueur      |
| ---------- | ---------------------------------------------- | ---------- | ------ | -------------- |
| 16/06/2017 | 3e étape du Tour de Suisse                     | Suisse     | WT     | Larry Warbasse |
| 25/06/2017 | Championnat des États-Unis du contre-la-montre | États-Unis | CN     | Larry Warbasse |
| 09/07/2017 | Classement général du Tour d'Autriche          | Autriche   | 2.1    | Stefan Denifl  |
| 06/09/2017 | 17e étape du Tour d'Espagne                    | Espagne    | 2.WT   | Stefan Denifl  |

### Résultats sur les courses majeures
Les tableaux suivants représentent les résultats de l'équipe dans les principales courses du calendrier international dans lesquelles l'équipe bénéficie d'une invitation (les cinq classiques majeures et les trois grands tours). Pour chaque épreuve est indiqué le meilleur coureur de l'équipe, son classement ainsi que les accessits glanés par Aqua Blue Sport sur les courses de trois semaines.

#### Classiques
| Classique            | Milan-San Remo | Tour des Flandres | Paris-Roubaix | Liège-Bastogne-Liège | Tour de Lombardie |
| -------------------- | -------------- | ----------------- | ------------- | -------------------- | ----------------- |
| Coureur (classement) | non invitée    | non invitée       | non invitée   | non invitée          | non invitée       |

#### Grands tours
| Grand tour           | Tour d'Italie | Tour de France | Tour d'Espagne                     |
| -------------------- | ------------- | -------------- | ---------------------------------- |
| Coureur (classement) | non invitée   | non invitée    | Stefan Denifl (58e)                |
| Accessits            | -             | -              | 1 victoire d'étape (Stefan Denifl) |